# Škarpinica
Škarpinica (Scorpaena notata)  je riba iz porodice bodeljki - Scorpaenidae. Sinonimi su joj Scorpaena ustulata (Lowe, 1841), Scorpaena teneriffea (Jordan & Gunn, 1898), Scorpaena afimbria (Slastenenko, 1935), Scorpaena scrofa afimbria (Slastenenko, 1935). Kod nas se još naziva i bodeč crveni, bodečić crveni, škrpinica. Ovo je mala riba, velićine do 200 grama (najveći primjerak uhvaćen je imao 24 cm) i koja jako sliči svojoj većoj rođakinji škarpini. Živi na kamenitom terenu, na dubinama, od 5-700 m, gdje je vrstan grabežljivac koji se hrani manjim životinjicama i ribama. Kao i većina riba iz svoje porodice i ova riba ima otrovan ubod, vrlo bolan, a kod osjetljivijih ljudi može uzrokovati i probleme.
Ova vrsta živi na istočnom dijelu Atlantika,od Biskajskog zaljeva do Senegala, te oko otoka u Atlantiku (Madeira, Azori i Kanari) kao i na cijelom Mediteranu.

## Vanjske poveznice
|  | Zajednički poslužitelj ima stranicu o temi Škarpinica |
|  | Wikivrste imaju podatke o taksonu Škarpinica          |